# Evgenija Medvedeva
Evgenija Vladimirovna Medvedeva nata Arbuzova (in russo Евгения Владимировна Медведева (Арбузова)?; Kondopoga, 4 luglio 1976) è un'ex fondista russa, vincitrice di varie medaglie olimpiche e iridate.

## Biografia
In Coppa del Mondo esordì il 5 gennaio 1997 a Kavgolovo (42ª) e ottenne la prima vittoria, nonché primo podio, il 13 gennaio 2002 a Nové Město na Moravě.
In carriera prese parte a due edizioni dei Giochi olimpici invernali, Torino 2006 (21ª nella 30 km, 3ª nell'inseguimento, 1ª nella staffetta) e Vancouver 2010 (7ª nella 10 km, 39ª nell'inseguimento, 7ª nella staffetta), e a quattro dei Campionati mondiali, vincendo due medaglie.

## Palmarès

### Olimpiadi
- 2 medaglie:
  - 1 oro (staffetta a Torino 2006)
  - 1 bronzo (inseguimento a Torino 2006)

### Mondiali
- 2 medaglie:
  - 2 argenti (staffetta a Oberstdorf 2005; 30 km a Liberec 2009)

### Coppa del Mondo
- Miglior piazzamento in classifica generale: 17ª nel 2005
- 9 podi (4 individuali, 5 a squadre[1]):
  - 3 vittorie (1 individuale, 2 a squadre)
  - 4 secondi posti (2 individuali, 2 a squadre)
  - 2 terzi posti (1 individuale, 1 a squadre)

#### Coppa del Mondo - vittorie
| Data             | Località             | Nazione   | Spec.                                                            |
| ---------------- | -------------------- | --------- | ---------------------------------------------------------------- |
| 13 gennaio 2002  | Nové Město na Moravě | Rep. Ceca | TS TL (con Julija Čepalova)                                      |
| 12 dicembre 2004 | Val di Fiemme        | Italia    | 4x5 km (con Larisa Kurkina, Natal'ja Baranova e Julija Čepalova) |
| 12 febbraio 2005 | Reit im Winkl        | Germania  | 10 km TL                                                         |

Legenda:

TL = tecnica libera

TS = sprint a squadre

#### Coppa del Mondo - competizioni intermedie
- 1 podio di tappa:
  - 1 terzo posto